# Neoherminia hydrillalis
Neoherminia hydrillalis är en fjärilsart som beskrevs av Achille Guenée 1854. Neoherminia hydrillalis ingår i släktet Neoherminia och familjen nattflyn. Inga underarter finns listade i Catalogue of Life.